# 陳鶴 (明朝詩人)
陳鶴（？—1560年），字鳴野，號海樵，又作水樵生。浙江山陰人，世居南京。明代詩人。

## 生平
年十七，襲蔭百戶，因少年病弱，辭去世襲軍職。穿著山人服，人遂称为陈山人。與徐渭同鄉，並列“越中十子”。見朝政日非，棄官築室飛來山之麓，閉門讀書，善畫水墨花草，姜二酉說：“慕山人者，每候山人飲宴興酣，載筆素以進。山人則振髯握管，須臾為一擲，累幅或數十丈，各愜其所，乞而後止。”徐渭亦赞美陈鹤画花卉“澉然而云，莹然而雨，法泫然而露也。”著有傳奇《孝泉記》，今佚。有《海樵先生集》等。卒後同邑徐渭表其墓。